# Juan Bernardo Elbers
Juan Bernardo Elbers (Mülheim, 1776 - Bogotá, 1853) fue un comodoro alemán de ascendencia judía nacionalizado colombiano. Fue pionero de la navegación a vapor en el río Magdalena.

## Biografía

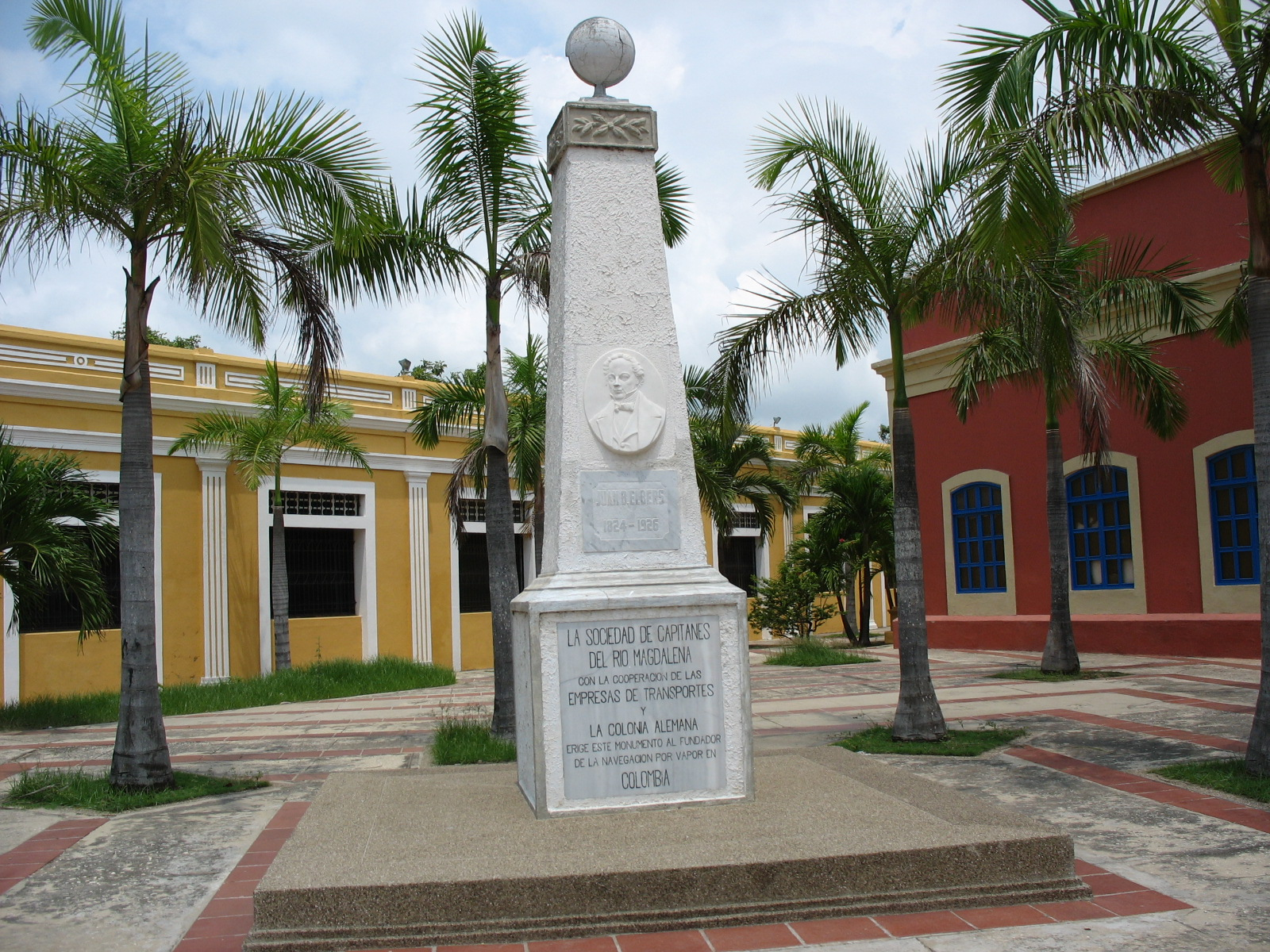
Obelisco en honor a Elbers, Barranquilla.

Fue conocido en primer lugar por su actividad en el tráfico de armas, transportando mercancía en beneficio del ejército de Simón Bolívar, Estados Unidos y el Caribe. En 1819, presta sus barcos a los insurgentes para la captura de Portobello y Cartagena, lo que contribuye en gran medida al éxito de la guerra de independencia. Por todos estos servicios, obtuvo la nacionalidad colombiana en 1823.
Dado que el río Magdalena no ofrecía condiciones para su navegación, en 1823 obtuvo de Simón Bolívar el monopolio para el transporte fluvial a vapor por el río. Consigue que el río sea nuevamente transitable por medio de instalaciones fluviales, y lo abre a la navegación el 10 de noviembre de 1825.
Sin embargo, la cancelación de la exclusividad, dificultades de navegabilidad y tráfico débil hacen que veinte años de esfuerzos no le permitan recuperar sus gastos, pero sí aumentar enormemente el conocimiento del río.

## En la literatura
- Gabriel García Márquez, Premio Nobel de Literatura, lo menciona con frecuencia en su trabajo, especialmente en El general en su laberinto y en El amor en los tiempos del cólera.[4]